# Femeia în halat
Femeia în halat (titlul original: în engleză Woman in a Dressing Gown) este un film dramatic englez, realizat în 1957 de regizorul J. Lee Thompson, protagoniști fiind actorii Yvonne Mitchell, Anthony Quayle, Sylvia Syms și Andrew Ray. 

## Rezumat
Amy și Jim Preston sunt un cuplu căsătorit din Londra, cu un fiu abia trecut de adolescență și au o viață aparent fericită. În realitate, Amy este o femeie neglijentă și dezorganizată care își petrece zilele în halat făcând treburile casnice, în timp ce Jim are o aventură cu tânăra sa colegă, Georgie. Când aceasta îl amenință că se va despărți de el dacă nu se decide să-și părăsească soția, Jim cere de la Amy divorțul, care se tulbură la auzul acestora.
Într-o seară de duminică, Jim vrea să-i explice soției sale că vrea să se despartă de ea. Ei merg împreună la un pub, dar sunt întrerupți de prieteni înainte ca Jim să poată să deschidă subiectul. A doua zi, Georgie continuă să-i facă presiuni la serviciu. Când el vine acasă seara, Amy i-a pregătit o cină deosebită. Cu toate acestea, ei ajung la o ceartă pe marginea unor fleacuri, în timpul căreia Jim îi spune degajat că vrea să se despartă de ea. Amy este total surprinsă deoarece credea că sunt un cuplu foarte fericit. Jim îi spune despre Georgie, dar conversația este întreruptă când fiul lor Brian apare brusc împreună cu iubita lui. Tinerii sunt surprinși de atmosfera dintre ei. Jim încearcă să se poarte normal, dar Amy se închide în baie și izbucnește în plâns.
A doua zi, Amy trece la treburile casnice și încearcă să facă ordine în apartamentul plin de haos, crezând că criza lor conjugală nu poate fi decât superficială. Ea împrumută bani de la fiul ei Brian și merge la coafor. Vrea să-l invite pe Jim împreună cu Georgie, punându-se într-o lumină pozitivă față de Jim.
În timp ce Amy pregătește seara pe care o va petrece cu Jim și Georgie, bea niște whisky și nefiind obișnuită, se îmbătă foarte repede și cade prăbușind și tacâmurile de pe masă. Brian tocmai sosește acasă și găsind-o căzută, o așează în pat. Apoi, în sfârșit, sosesc Jim și Georgie. Brian este extrem de supărat pe tatăl său și îl acuză că a distrus familia. Amy beată iese din dormitor și o acuză pe Georgie că i-a furat soțul. Jim și Georgie părăsesc apartamentul. Dar pe drum, Jim are remușcări cu privire la părăsirea fiului și a soției, așa că se întoarce la familia sa.

## Distribuție
- Yvonne Mitchell – Amy Preston
- Anthony Quayle – Jim Preston, pentru soția sa, Jimbo
- Andrew Ray – Brian Preston (fiul lor adolescent)
- Sylvia Syms – Georgie Harlow
- Carole Lesley – Hilda
- Michael Ripper – Pawnbroker
- Nora Gordon – dna. Williams
- Marianne Stone – Hairdresser
- Olga Lindo – Manageress
- Harry Locke – vânzătorul de vin
- Max Butterfield – Harold
- Roberta Woolley – Christine
- Melvyn Hayes – băiatul de la știri
- Cordelia Mitchell – copilul Hildei

## Premii și nominalizări
- 1957 Festivalul de Film de la Berlin
  - Ursul de Argint pentru cea mai bună actriță lui Yvonne Mitchell
  - Premiul FIPRESCI lui J. Lee Thompson
  - Premiul OCIC, mențiune specială pentru J. Lee Thompson
  - Nominalizare la Ursul d e Aur pentru J. Lee Thompson
- 1958 Premiile Globul de Aur
  - Cel mai bun film străin
- 1958 BAFTA Awards
  - Nominalizare la Cea mai bună actriță în rol principal lui Sylvia Syms
  - Nominalizare la Cel mai bun scenariu britanic  lui Ted Willis

## Trivia
Ulterior, Willis a adaptat scenariul pentru o piesă de teatru care a avut un mare succes.